# Philippe Vecchi
Philippe Vecchi (Oullins, 30 de abril de 1964-Roanne, 24 de octubre de 2017) fue un periodista, personalidad de radio y de televisión y productor de televisión francés.

## Carrera

### Inicios
Después de varias experiencias radiofónicas (entre ellas Radio Bellevue, junto con Radio Nova), interrumpió sus estudios de Derecho en 1987 para incorporarse a la redacción del nuevo diario Lyon-Libération, a los 22 años, donde escribía principalmente sobre cultura (cine, literatura, teatro, jazz), pero también política.

### 1989-1995:Libération, Vogue, Glamour, Première, Rolling Stone,France Inter, Europe 1
En 1989, ingresó como periodista en el servicio cultural de Libération (edición nacional), donde cubría cine, música y, a veces, moda. Dejó Libération a principios de 1995. Algunos de sus artículos son retomados por la prensa internacional, desde Polonia hasta España (El Mundo).  Al mismo tiempo, escribe regularmente para Vogue, Glamour, Première, Rolling Stone, etc.
En radio, es columnista de cine de Bernard Lenoir en France Inter, que abandona para incorporarse a la sección de actualidad matutina de Europe 1.

### 1992-2002: Canal+
En televisión, a partir de 1992 participó en La Grande Famille de Canal+ como «columnista de medios» por Jean-Luc Delarue.  En 1994, realizó entrevistas filmadas con Les Nuls, a petición de este último y del productor Charles Gassot, para la promoción nacional de la película La Cité de la peur. Luego creó (como redactor jefe) con Alexandre Drubigny (como productor) y Michel Hazanavicius (director) el programa diario de verano de Canal+ C'est pas le vingt heures. Tuvo tanto éxito que pasó a ser semanal desde el inicio del año escolar. A petición de Alain de Greef, presentó con su amigo Alexandre Devoise, de 1995 a 1997, La Grande Famille, que produjo actuaciones notables.
En 1997, pasó a la sección nocturna de Canal+ para producir y presentar durante tres años Nulle partailleurs, todavía con Devoise, espectáculo en el que aparecerán cada semana Jamel Debbouze, Omar y Fred que recién comienzan, así como artistas consagrados.
De junio de 2000 a febrero de 2001, fue director de programación de un canal de cine prémium en el paquete satélite, que fue cerrado por cambio de dirección. También presenta L'Appartement solo cada mes, el domingo a la hora del almuerzo. En marzo de 2001, Canal+ le confió la copresentación, con Isabelle Giordano, de Nulle part autre cinema, luego presentó en solitario el diario + de cinéma por sugerencia de Michel Denisot. También produjo durante una temporada Le Journal du hard, dirigida por Bruno Piney, en colaboración con la agencia de prensa Capa.
En 2002, abandonó Canal+, tiempo después de la salida de Alain de Greef y Pierre Lescure.

### 2003-2008:Le Nouvel Observateur, VSD, France 3, Radio Nova,Doble
En 2003 se incorporó al suplemento «TéléObs» del Le Nouvel Observateur, en el que escribe artículos dedicados al cine y a la televisión (portadas sobre Gérard Lanvin y Marc-Olivier Fogiel), al mismo tiempo que asume la función de columnista semanal bajo el título «Humeur»: «Veni Vidi Vecchi». Apareció varias veces el mismo año en VSD.
Durante más de un año, presentó un programa de entrevistas sociales en la segunda mitad de la velada en France 3 Paris Île-de-France, Les Dossiers de France 3.
En 2003-2004, presentó el diario de las 20 h Le Nova Club en Radio Nova, donde recibió a los artistas, políticos y escritores del momento, pero también a algunos nombres emergentes. Por ejemplo, habla en exclusiva con Jacques Dutronc durante dos horas y con Corneille en su primera emisión de radio en directo en Francia. También permite a la presentadora Alessandra Sublet iniciarse en los medios.
En 2006, dirigió temporalmente la revista trimestral internacional de lujo Double, con la que colaboraron el productor Yves Bigot (Endemol), el escritor Arnaud Viviant, el director Nicolas Saada y el periodista Laurence Romance (Libération).

### 2008-2014:Le Nouvel Observateur, GQ, Libération, Playboy, CHOBIX, Les Inrockuptibles
En 2008-2009, todavía en Le Nouvel Observateur, colaboró en particular con la edición francesa de GQ, firmando, entre otros, artículos de primera plana sobre Gad Elmaleh, Antoine de Caunes, Gérard Lanvin, Coluche y Mélanie Coste. Vuelve a pasar por Libération para realizar reseñas de jazz (Herbie Hancock, Erykah Badu).
A principios de mayo de 2010, creó la portada de Playboy France, un homenaje a la fotógrafa Bettina Rheims.
En 2010 realizó entrevistas mensuales para la revista CHOBIX, revista pornográfica en la que podíamos leer artículos o retratos de Alain de Greef, Thierry Ardisson, Katsuni, Coralie, etc.
En 2011, apareció como electrón libre en el nuevo formato del semanario Les Inrockuptibles, con una portada dedicada a la ex-Dorcel Girl, Yasmine, y titulada La Révolte d'une hardeuse.  En mayo de 2011, dedicó una página a la Miss Montreal Tiempo de Canal+, la artista y actriz Charlotte Le Bon, en el diario quebequense La Presse.  En octubre de 2011, se convirtió en uno de los especialistas en series de televisión del sitio web de Le Nouvel Observateur, teleobs.com.
En agosto de 2012, apareció en la portada de GQ sobre François Cluzet y habló en una entrevista íntima con motivo del estreno de Do Not Disturb, tercera película de Yvan Attal.
En diciembre de 2014, firma la portada del número de GQ dedicado al «hombre del año», Omar Sy.

## Vida privada
A principios de la década de 2000, mantuvo una relación de año y medio con la actriz porno Mélanie Coste.
En 2002 se casó con Macha Polikarpova, una actriz de nacionalidad rusa y ciudadanía estonia que había actuado en numerosas series de AB Productions.

## Muerte
Unos meses después de separarse de su pareja, se suicidó en la casa familiar de sus padres en Riorges, situada en las afueras de Roanne en el Loira, el 24 de octubre de 2017.  Sus padres lo encontraron muerto.
Su funeral se celebró en Roanne en la más estricta intimidad con su familia y sus seres queridos. Luego fue cremado.